# نماننیکارا
نماننیکارا (به انگلیسی: Nenmanikkara) یک منطقهٔ مسکونی در هند است که در Thrissur district واقع شده‌است. نماننیکارا ۱۷٬۴۰۶ نفر جمعیت دارد.